# Yunis Abdelhamid
Yunis Abdelhamid (Montpellier, 28 de setembro de 1987) é um futebolista profissional franco-marroquino que atua como defensor. Atualmente está sem clube.

## Carreira
Yunis Abdelhamid começou a carreira no Lattes.